# Kameginemertes parmiornata
Kameginemertes parmiornata är en djurart som tillhör fylumet slemmaskar, och som först beskrevs av Jirô Iwata 1957.  Kameginemertes parmiornata ingår i släktet Kameginemertes och familjen Drepanophoridae. Inga underarter finns listade i Catalogue of Life.